# Komunistička partija Urugvaja
Komunistička partija Urugvaja (špa. Partido Comunista del Uruguay) je komunistička partija u Urugvaju. Osnovana je 21. rujna 1920. Pripada nacionalnoj ljevičarskoj skupini Široki front. Zalaže se za promicanje marksizma i komunizma, te pripada međunarodnoj skupini Foruma São Paola.
Trenutačni vođa ("sekretar") stranke je agronom Eduardo Lorier.

## Vanjske poveznice
- (šp.) Komunistička partija Urugvaja - službene stranice